# Venatrix esposica
Venatrix esposica Framenau & Vink, 2001 è un ragno appartenente alla famiglia Lycosidae.

## Etimologia
Il nome proprio è un'anagramma della parola speciosa, in quanto questa specie viene spesso confusa con la V. speciosa (L. Koch, 1877).

## Caratteristiche
L'olotipo maschile ha una lunghezza totale di 9,7mm: il cefalotorace è lungo 5,2mm, e largo 3,7mm.
Il paratipo femminile ha una lunghezza totale di 12,3mm: il cefalotorace è lungo 6,2mm, e largo 4,4mm.

## Distribuzione
La specie è stata reperita in Australia: in Australia meridionale, nello stato di Victoria, nel Territorio del Nord e in Tasmania. Di seguito alcuni rinvenimenti:
1. l'olotipo maschile è stato rinvenuto nell'Innes National Park, nella Baia di Pondolowie, sulla Penisola di Yorke, in Australia meridionale, nel maggio 1984.
2. un paratipo femminile e due esemplari maschili nello stesso luogo e data dell'olotipo maschile.
3. due esemplari femminili a Broadmeadows, nome che indica sia una cittadina, sia un parco, che una zona più ampia nello stato di Victoria, nel settembre 1907.
4. un esemplare maschile a Queens domain, località della Tasmania[1].

## Tassonomia
La Lycosa mayama McKay, 1976a ha una descrizione molto simile a questa specie; gli esemplari esaminati nel 1976 purtroppo sono andati perduti per un raffronto con le tecniche moderne, quindi non può essere considerata una precedente identificazione di questa specie.
Appartiene allo speciosa-group insieme a V. speciosa - V. pseudospeciosa e V. brisbanae.
Al 2021 non sono note sottospecie e dal 2001 non sono stati esaminati nuovi esemplari.